# Mooji
Mooji (nacido Anthony Paul Moo-Young el 29 de enero de 1954) es un maestro espiritual originario de Jamaica. Mooji es un discípulo de Papaji, devoto de la advaita y del maestro no dual Ramana Maharshi. Mooji comparte autoindagación, dirigiendo a sus estudiantes al Yo no dual al animarlos a preguntar quién o qué son en el nivel más profundo. Un ejercicio bien conocido es identificar el sentimiento natural "Yo soy" o "Yo existo" y permanecer con esto durante 5 a 7 minutos a la vez.  Otra es llegar al reconocimiento de que todo lo que se percibe (pensamientos, emociones, sensaciones) puede ser percibido, y luego preguntarse: "¿Puede percibirse al perceptor?".

## Enseñanza
Las escrituras y los satsangs de Mooji son sobre un estado no dual que surge cuando se eliminan todos los esfuerzos para mantener una identidad. Un cuestionamiento radical de lo que se entiende por "yo" elimina al sujeto de su punto de vista limitador y distorsionador de la realidad y le permite reconocer su conexión original con el ser. Para Mooji, el bienestar, la libertad y la paz no son cualidades que deben alcanzarse con dificultad, sino cualidades ya existentes de nuestra existencia, que están ocultas solo por dicotomías, polaridades y separaciones, sobre todo por la división sujeto-objeto.

## Biografía
Mooji nació y creció en Port Antonio, Jamaica. En 1969, a la edad de quince años, emigró a Inglaterra después de que su padre muriera. Fue a vivir con su madre, que había vivido en Londres desde que era un bebé. Se enseñó a sí mismo a ser un artista que empleaba diversos medios de expresión, incluyendo vidrieras, cerámica y escultura. Durante un tiempo enseñó arte en una universidad en Brixton.
En noviembre de 1993, conoció a su maestro, H.W.L. Poonja, conocido afectuosamente como Papaji, en Lucknow, India, donde se dice que fue capaz de ver la fuente siempre presente y la verdad de la existencia. En sus últimos años, Mooji ha celebrado satsang en todo el mundo e invita a otros a contemplar o preguntar cuál es su fuente. Al igual que H.W.L. Poonja, las enseñanzas de Mooji son simples y anima a sus seguidores a callarse y evitar la influencia de la mente y permanecer en el Ser, que es el testigo de toda existencia fenoménica y, por lo tanto, antes de cualquier cosa, incluyendo pensamientos y todo lo que se percibe con los cinco sentidos. Muchos de sus seguidores ven sus sesiones del satsang a través de YouTube.
Hasta 2011, Mooji vivió en Brixton (Londres). Ahora vive en Monte Sahaja, en la región Alentejo del suroeste de Portugal.
Su hermano, Peter Moo-Young, es un jugador de tenis de mesa nacional e internacional para Jamaica. Su hermana Dorothy "Cherry" Groce fue accidentalmente disparada por la policía en 1985, lo que desencadenó los disturbios de Brixton de 1985.

## Libros
- An Invitation to Freedom. Mooji Media Publications. 2018. ISBN 978-1-908408-30-3.
- The Mala of God. Mooji Media Publications. 2015. ISBN 978-1-908408-21-1.
- White Fire: Spiritual insights and teachings of advaita zen master Mooji. Mooji Media Publications. 2014. ISBN 978-1-908408-19-8. (ISBN 978-1-908408-19-8)
- Before I Am: The Direct Recognition of Truth – Dialogues with Mooji. Mooji Media; 2nd edition. 2012. ISBN 978-1-908408-13-6. (ISBN 1908408138)
- Writing on Water: Spontaneous Utterances Insights and Drawings. Mooji Media. 2011. ISBN 978-1-908408-00-6. (ISBN 978-1-908408-00-6)
- Breath of the Absolute – Dialogues with Mooji. 2010. ISBN 978-81-88479-61-0.